# Teodor I. Laskaris
Teodor I. Laskaris (grško: Θεόδωρος Α' Λάσκαρις, Theodōros I Laskaris), cesar Nikejskega cesarstva (1204-1221) , * okrog 1174, † 1221.

## Življenjepis
Teodor Laskaris je izhajal iz manj znane plemiške družine bizantinskih Grkov. Bil je sin Manuela Laskarisa in Ivane Karacajine. Leta 1199 se je poročil z Ano Angel, hčerko bizantinskega cesarja Alekseja III. Angela (1195-1203) in Eufrozine Dukas Katamerine in postal član širše družine Angel.
Teodor se je zelo izkazal pri obrambi Bizanca med četrto križarsko vojno (1203-1204). Ostal je v mestu, dokler vanj niso vdrli Latinci (križarji) in je šele potem skupaj z ženo pobegnil preko Bosporja v Malo Azijo. Tri dni pred padcem Bizanca so branilci za cesarja razglasili Teodorjevega brata Konstantina XI. (1204-1205/6). Teodor se je naselil v Nikeji, ki je postala prestolnica novega Nikejskega cesarstva.
Teodor si sprva ni nadel cesarskega naslova. Tega ni storil zato, ker sta bila njegov tast in brat še živa, ali zato, ker je grozila invazija Latincev ali zato, ker v Bizancu ni bilo patriarha, ki bi ga lahko kronal. Za cesarja se je razglasil šele leta 1205. Istega leta je v Nikejo povabil patriarha Ivana Kamatera, ki je že naslednje leto še pred Teodorjevim kronanjem umrl. Teodor je za novega patriarha imenoval Mihaela IV., ki ga je marca 1208 končno kronal za cesarja. 
V tem času so Latinci Teodorja porazili v bitki pri Adramitijonu (Edremit), kmalu za tem pa je Latince same v bitki pri Adrijanoplu (Edirne) porazil bolgarski car Kalojan. Zaradi poraza se je prodiranje Latincev v Malo Azijo za nekaj časa ustavilo in se je nadaljevalo leta 1206 pod poveljstvom cesarja Henrika Flandrijskega. Da bi se laže uprl vsiljivcem, je Teodor sklenil zavezništvo s carjem Kalojanom in leta 1209 prešel iz obrambe v napad. Situacija se je močno zapletla, ko je na vzpodbudo odstavljenega cesarja Alekseja III. leta 1211 Nikejsko cesarstvo napadel sultan Seldžuškega sultanata Rum Keyhüsrev I.. V bitki v dolini reke Meander so Nikejci napadalce porazili, sultana Keyhüsreva I. pa ubili. Napadi Turkov in Alekseja III. so za nekaj časa prenehali, namesto njih pa je Nikejce še isto leto porazil cesar Henrik in zasedel južno obalo Marmarskega morja. Teodorju je leta 1212 kljub porazu uspelo izkoristiti smrt Davida Megaskomnena, brata trapezudnskega cesarja Alekseja I. in zasesti Paflagonijo. 
Leta 1214 je Teodor v Nimfajonu z Latinskim cesarstvom sklenil mir in leta 1219 se je poročil z nečakinjo cesarja Henrika. Kljub poroki in mirovni pogodbi je leta 1120 ponovno napadel Latinsko cesarstvo in nato ponovno sklenil mir. 
Novembra 1221 je Teodor umrl. Nasledil ga je zet Ivan III. Dukas Vatac.
Teodor je na koncu vladanja vladal ozemlju, ki se je v grobem ujemalo s starima rimskima provincama Azijo in Bitinijo. Čeprav ni nobenih dokazov o njegovih državniških sposobnostih, so njegov pogum in vojaške sposobnosti omogočile Bizantincem, da so preživeli in so Latincem nazadnje celo vrnili udarec. 

## Družina
S prvo ženo Ano Angel, hčerko bizantinskega cesarja Alekseja III. Angela, je imel Teodor tri hčerke in dva sinova:
- Ireno Laskaris, poročeno najprej z generalom Andronikom Paleologom in nato s cesarjem Ivanom III. Dukasom
- Marijo Lakaris, poročeno z madžarskim kraljem Bélo IV. Arpadom
- Evdokijo Laskaris, poročeno z avstrijskim vojvodo Friderikom II. Prepirljivim do 1222
- Nikolaja Laskarisa
- Ivana Laskarisa

Oba sinova sta že v mladosti umrla.
Po smrti prve žene leta 1212 se je Teodor poročil s Filipo Armensko, hčerko armenskega kralja Rubena III.. Leto kasneje so poroko zaradi verskih razlogov razveljavili, v zakonu pa se mu je rodil sin Konstantin, katerega so razdedinili.
Teodor se je nato spet poročil, tokrat z Marijo Courtenaysko, hčerko Petra II. Courtenayskega in cesarice Jolande Flandrijske. S tretjo ženo ni imel otrok.